# 领导核心
领导核心在中华人民共和国政治中是指被认为中国共产党领导集体的最高领导人。“核心”这个称号首次出现在1989年，由时任中共中央顾问委员会主任陈云在中央顾问委员会常委会议上提出。目前，有四个人被正式赋予“领导核心”称号：毛泽东、邓小平、江泽民和习近平。
曾經出任中共中央主席、国务院总理和中央军委主席的华国锋一般不被称为「領導核心」，其在任職初期被尊稱為「英明領袖華主席」，顯示其繼承「偉大領袖」毛澤東的地位。胡錦濤在中共中央总书记任內則被稱為「以胡錦濤同志為總書記的黨中央」。领导核心不是一个正式的职位，不具有法律效力，在官方文件中的使用赋予其持有者在党的领导架构中的超然地位。
2019年国庆节前后，在一系列庆祝中华人民共和国成立70周年活动中，官方报道有时候以“主要代表”一词替代“核心”来并称往届的最高领导人，如“以毛泽东同志/邓小平同志/江泽民同志/胡锦涛同志为主要代表的中国共产党人”。在2021年公布的《关于党的百年奋斗重大成就和历史经验的决议》和现行版的《中国共产党章程》中，“主要代表”一词的出现频率也要高于“领导核心”。然而在2022年江泽民逝世后官方发布的《告全党全军全国各族人民书》中再次强调了江泽民的“领导核心”地位。

## 历史

### 毛泽东时期
毛泽东在遵义会议上获得中国工农红军的指挥权，历经延安整风运动和1945年中共七大，成为中国共产党的最高领导人。他终身担任中国共产党中央委员会主席，其大部分权力是通过长期的党内斗争和国共内战胜利获得。1967年毛泽东发动文化大革命，联合林彪和四人帮将前国家主席刘少奇和军方将领彭德怀、贺龙等领导人迫害致死，权力达到巅峰。文革期间，毛泽东的个人崇拜现象盛行，被尊称为“伟大的导师、伟大的领袖、伟大的统帅、伟大的舵手”，统称“四个伟大”。1976年毛泽东去世后，继任者华国锋尽管拥有党政军最高的头衔，也曾被宣称为“英明领袖”，却因缺乏足够的革命资历而无法建立强大的支持联盟，在与邓小平、陈云等革命元老的政治斗争中落败。

### 邓小平时期
1977年邓小平在中共中央副主席、中央军委副主席叶剑英的支持下复出工作，重新担任中共中央副主席、国务院副总理、中央军委副主席，开始拨乱反正。在1978年中共十一届三中全会后开始主导改革开放政策。1982年中共十二大上废除中共中央主席一职，形成以邓小平、陈云领衔的中共元老集体领导的格局。1987年中共十三大，中共元老们纷纷退出中央政治局，赵紫阳通过修改党章让既不是中央委员，也不是中央候补委员的邓小平继续担任中共中央军委主席，拥有了高于党内其他元老们的领导地位。在1989年5月26日中顾委常委会上，中顾委主任陈云首次提出：“……社会主义江山来之不易，我们应该珍惜，但现在有人要另起炉灶，我们要坚决拥护以邓小平同志为“头子”的中国共产党党中央……”。5月27日《人民日报》首次公开发表“坚决拥护以邓小平同志为核心的党中央”。11月9日十三届五中全会公报接受邓小平辞任中央军委主席时称他是“我们党第二代领导集体的核心”、该公报和11月10日中顾委全会的公报还正式使用了小平同志“是……总设计师”的说法。至此，邓小平拥有了“第二代领导核心”和“改革开放的总设计师”的称号。

### 江泽民时期
1989年六四事件之前，时任党总书记赵紫阳曾被广泛承认是邓小平的接班人，但由于赵紫阳对学生和示威者的同情，中共八大元老的部分成员找来中共上海市委书记江泽民接替了其中国共产党中央委员会总书记的职位。然而，在上海度过大部分从政生涯的江泽民是一个没有党中央组织经验，被各方妥协后的候选人。为了巩固自身的权力，提高自己在党内的地位，江泽民需要邓小平和其他党内元老的支持，也需要党内领导集体其他成员的承认。
江泽民的政治资历相对薄弱，邓小平为了巩固他的地位，提出了“领导核心”的观点，提到毛泽东作为中国共产党早期革命时期的党的核心，宣布自己“实际上”是改革开放开始以来党的核心（虽然他从来没有担任党内最高领导职务），要求维护江泽民作为第三代领导集体的核心。邓小平引用了一个同心的，非阶级的形象表述，“核心”是一个创新的政治词汇，避免指定任何个人为“至高无上”或“高于其他人”。它隐含地认识到毛泽东时代个人崇拜的政治弊病，但同时也允许围绕并团结在一个领导人物的周围。

### 胡锦涛时期
胡锦涛于2002年出任中共中央总书记，但江泽民在2004年才辞去中共中央军委主席的职务，这是1980年代邓小平掌权时担任的主要职务。但是，江泽民缺乏邓小平的影响力，有些领导干部批评他继续掌权，干涉继承人的事务。江泽民与自己的盟友一起，把政治局常委会作为一个共识决策机关，限制了胡锦涛的权力。但部分媒体认为胡锦涛的中共领导地位在中央电视台于2005年首次称呼胡锦涛为领导核心后已一锤定音，不過後來胡錦濤沒有被任何中共官方正式文件稱為「領導核心」，官方媒體統一稱呼「以胡錦濤同志為總書記的黨中央」。十八大以后，胡锦涛作为中国共产党人的“主要代表”被载入《中国共产党党章》。

### 习近平时期
习近平在2012年中共十八大后接替胡锦涛为成为中共中央总书记。他上任后开始了一系列大胆的计划，以消除腐败和改革经济。到2016年，他的政治地位得到了广泛的认同，许多地方行政区领导人开始向他表示敬意，并再次援引“领导核心”一词，以及核心意識，甚至还出现了对他的个人崇拜现象。习近平作为“核心”的官方地位在2016年秋天的中共十八届六中全会闭幕后宣布。习近平也成为继毛泽东和邓小平之后的又一位政治强人。
2017年中共十九大召开前后，官方对习近平的个人宣传达到文革以来的最高点，甚至以“最高领袖”、“最高统帅”、“总设计师”称呼习近平，地位直逼拥有“四个伟大”的建国领袖毛泽东。2017年中共十九大召开以后，习近平的权势达到更高程度，以他命名的“习近平新时代中国特色社会主义思想”被写进《党章》中。2018年的宪法修正案中，习近平更是取消了自邓小平时代以来的废除干部领导职务终身制，以刪除国家主席和副主席最高连任不得超过两届的限制，为自己终身执政或长期执政扫除了障碍。官方媒体解释这不代表终身制复辟，因为党和国家领导干部退休制度仍然有效，且国务院总理、副总理、全国人大常委会委员长和副委员长等国家领导人仍然被限制连续任职不得超过两届。

## 获得认可最高地位的领导人
| 代次 | 肖像 | 姓名   | 成为最高领导人时间                          | 就任中共负责人时间                          | 离开党内领导岗位时间     | 主要职务 |
| ---- | ---- | ------ | ------------------------------------------- | ------------------------------------------- | ------------------------ | --- |
| 1    |      | 毛泽东 | 中国共产党中央委员会主席（1945年6月19日）   | 中国共产党中央委员会主席（1945年6月19日）   | 1976年9月9日（任内逝世） | 中国共产党中央委员会主席 中华人民共和国中央人民政府主席 中国共产党中央军事委员会主席 中国人民政治协商会议全国委员会主席 |
| 2    |      | 邓小平 | 1978年12月18日                              | 不适用，没有担任过中共中央主要负责人职务    | 1989年11月9日            | 中国共产党中央顾问委员会主任 中国共产党中央军事委员会主席 中华人民共和国中央军事委员会主席                              |
| 3    |      | 江泽民 | 1989年11月9日                               | 中国共产党中央委员会总书记 (1989年6月24日)  | 2004年9月19日            | 中国共产党中央委员会总书记 中国共产党中央军事委员会主席 中华人民共和国主席 中华人民共和国中央军事委员会主席             |
| 4    |      | 胡锦涛 | 中国共产党中央委员会总书记 (2002年11月15日) | 中国共产党中央委员会总书记 (2002年11月15日) | 2012年11月15日           | 中国共产党中央委员会总书记 中国共产党中央军事委员会主席 中华人民共和国主席 中华人民共和国中央军事委员会主席             |
| 5    |      | 习近平 | 中国共产党中央委员会总书记 (2012年11月15日) | 中国共产党中央委员会总书记 (2012年11月15日) | 现任                     | 中国共产党中央委员会总书记 中国共产党中央军事委员会主席 中华人民共和国主席 中华人民共和国中央军事委员会主席             |